# Ignác František Sedlnický z Choltic
Hrabě Ignác František Sedlnický z Choltic (německy Ignaz Franz Graf von Sedlnitzky asi 1695 – 29. července 1771 Linhartovy) byl český šlechtic ze slezské linie svobodných pánů Sedlnických z Choltic. Byl císařským komorníkem a tajným radou a poté sloužil v dvorských funkcích v Bavorsku.

## Život
Narodil se jako syn hraběte Karla Julia Kornelia a jeho první manželky, hraběnky Anny Marie Johany Sidonie Lubomiry Karolíny, rozené z Nostic-Rokytnice, dcery Otty II. z Nostic. Měl vlastní bratry Antonína Josefa Hyacinta a nevlastního bratra Karla Josefa (z otcova druhého manželství s Marií Kazimírou Penaczekovou ze Szidlowic).
Ignác František se v roce 1740 stal císařským komořím, poté tajným radou. Později byl nejvyšším štolbou a následně nejvyšším dvorským maršálkem vévody Teodora Bavorského a získal pro svůj rod bavorský inkolát.
Z otcova dědictví získal pouze hotovost, závěr života strávil na zámku Linhartovy, kde také zemřel. Pohřben byl v rodinné hrobce v kostele Svaté Trojice v Opavici.

## Manželství a potomstvo
Byl ženatý s hraběnkou Josefou Karolínou Malzanovou z Wartenbergu, s níž měl dvě děti, Maxe Josefa a dceru Marii Emanuelu Josefu, od 14. září 1758 provdanou za Antonína Klemense hraběte Törringa ze Seefeldu, který byl komorníkem v Bavorsku, tajným radou a vyslancem v Těšíně.